# Tálides

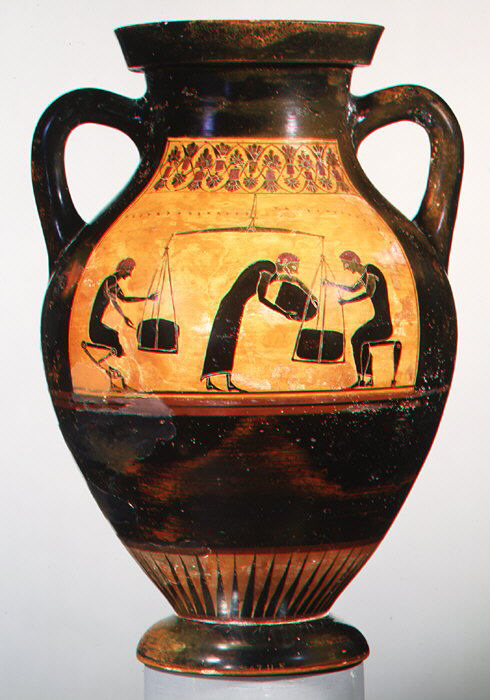
Ánfora de vientre con la representación de un proceso de pesaje, firmada por Tálides y hallada en Agrigento antes de 1801; c. 540-530 a. C.; Museo Metropolitano de Arte 47.11.5.

Tálides (en griego antiguo: Ταλείδης) fue un alfarero ático activo en la segunda mitad del siglo VI a. C. De él se han conservado principalmente copas de los pequeños maestros. Pero también hizo otras formas de vasos como ánforas, enócoes, lécitos y un lutróforo . Sus obras están cerca del alfarero Amasis, por lo que generalmente se asume una comunidad de talleres. Todos sus vasos fueron pintados, en la medida de lo posible, por el Pintor de Tálides que lleva su nombre, y que es desconocido por su nombre. Hasta los estudios sobre los vasos griegos publicados por Eduard Gerhard en 1831, Tálides era el único alfarero conocido de la antigüedad griega.

## Obras firmadas
- Atenas, Museo de la Acrópolis

Fragmento de un Lutróforo
- Berlín, Antikensammlung

Copa de los pequeños maestros F 1762
Psictero-enócoe 31131
- Boston, Museo de Bellas Artes

enócoe 10.210
- Bruselas, J. L. Colección Theodor

Copa de labios 29
- Chicago, Colección Speyer*

Copa de bandas
- Leipzig, Museo de Antigüedades de la Universidad de Leipzig

Copa de los pequeños maestros T 51
Fragmentos de una copa de los pequeños maestros
- Nueva York, Museo Metropolitano de Arte

Ánfora 47.11.5
- Cambridge (MA), Universidad de Harvard, Museo Arthur M. Sackler (antes Colección Robinson)

Lécitos 1960.332
- Pitagorion (Samos), Depósito de la Eforia

Fragmentos de pixis
- San Petersburgo, museo del Hermitage

Enócoe 185
- Siracusa, Museo Archeologico Regionale Paolo Orsi

Fragmento de una copa de los pequeños maestros 7354 (no es seguro de que sea del pintor de Tálides)
- Tarento, Museo Archeologico Nazionale

Copa de Siana 112570
- Vaticano, Museo Gregoriano Etrusco

Copa de los pequeños maestros Albizatti 321
Copa de los pequeños maestros 39546 (antigua colección Guglielmi)